# 1652 a tudományban
Az 1652. év a tudományban és a technikában.

## Születések
- április 21. – Michel Rolle matematikus, aki a Rolle-tételről ismeretes († 1719).